# 五諸侯三 (井宿)
雙子座ι，又名BD+28 1385，HD 58207、SAO 79374、HR 2821，是雙子座的一颗恒星，视星等为3.79，位于銀經190.85，銀緯19.27，其B1900.0坐标为赤經7h 19m 30.9s，赤緯+27° 19.27′ 49″。